# 道の駅掛川
道の駅掛川（みちのえき かけがわ）は、静岡県掛川市にある国道1号の道の駅である。日坂バイパスの八坂インターチェンジ東側に隣接している。

## 施設
- 駐車場
  - 普通車：139台
  - 大型車：64台
  - 身障者用 : 6台
- トイレ（いずれも24時間利用可能）
  - 男：大 5器、小 9器
  - 女：13器
  - 身障者用：1器
- 公衆電話
- 農産物直売所（9:00 - 17:00）
- うまい処（レストラン・喫茶コーナー、8:00 - 19:00）
- 手づくり工房
- セブンイレブンジャパン（コンビニエンスストア）オールナイト営業
- 茶茶はちまん（食堂、9:00 - 16:30）
- 仙の坊（食堂、9:00 - 16:30）
- お茶処 東山（売店、9:00 - 17:00）

## 休館日
- 第2月曜日

## アクセス
- 国道1号 (日坂バイパス)
開設当時は上り線のみの接続だったが、2007年（平成19年）1月31日、下り線からの接続が可能になった。

## 周辺
- 事任八幡宮
- 日坂宿
- 小夜の中山峠
- 粟ヶ岳 (静岡県)